# Entomoplasma
Entomoplasma è un genere di batterio appartenente alla famiglia delle Entomoplasmataceae.